# Xargon
Xargon is een computerspel voor het Microsoft besturingssysteem MS DOS. Het spel is uitgebracht in 1995 door computerspellenproducent Epic, toen nog voluit Epic Megagames. Het volledige spel, de Xargon Trilogie bestaat uit drie delen waarvan het eerste deel als shareware werd aangeboden. De hele trilogie was verkrijgbaar op diskette ofwel floppy disk.